# جزيرة روبرتسون
جزيرة روبرتسون هي جزيرة مغطاة بالثلوج، طولها 21 كيلومتر (13 ميل) في اتجاه الشمال الغربي والجنوب الشرقي وعرضها 10 كيلومتر (6 ميل)، وتقع في الطرف الشرقي من فقمة نوناتاك قبالة الساحل الشرقي لشبه جزيرة أنتاركتيكا. اكتشف جزيرة روبرتسون الكابتن كارل أنطون لارسن في 9 ديسمبر 1893.